# فيكي كوشال
فيكي كوشال (من مواليد 16 مايو 1988) هُو ممثل هندي يعمل في الأَفلام الهنديَّة، وَهُو حاصل على جائزةً الفيلم الوطنيّ لأفضل ممثل وجائزةً فيلم فير، وظهر في قَائِمَة «مجلّة فوربس الهند» لأقوى المشاهير في 2019، حصل على شهادة في الهندسة من «معهد راجيف غاندي للتكنولوجيا»، وَكَان يطمح لأنَّ يدخل عالم السينما، حيثُ ساعد أنوراج كاشياب في إِنتاج فيلم "عصابات واسيبور [الإنجليزية]" (2012) ولعب أدوار ثانوية في أفلام أُخرى، وَكَان أول دور قيادي لَه في الدراما المُستقلَّة في فيلم ماسان في 2015، والَّذِي نال فِيه جائزةً الأكاديميّة الهنديَّة الدوليَّة للأفلام وجائزة سكرين لأفضل ظهور لأول مرة، وَبَعد ذَلِك لعب دور البُطولة كشرطي مختل في فيلم الإثارة النفسية "رامان راغاف 2.0 [الإنجليزية]" للمخرج كاشياب في 2016.

## الحياة والوظيفة

### النشأة والمسيرة المهنية (1988-2016)
وُلد كوشال في 16 مايو 1988 في «شول» في ضواحي مومباي لعائلة بنجابية،  ووالده هُو منتج الأَفلام «شام كوشال»،  وله شقيق أصغر يُدعى «صني» وَهُو ممثل أيضًا،  وصف كوشال نَفسُه بأنَّه «طفل عادي كَان مهتمًا بالدراسة ولعب الكريكيت ومشاهدة الأَفلام»، حرص والده على أن يحصل ابنه على مهنة مستقرة، حيثُ حصل على شهادة في الهندسة في الإلكترونيّات وَالاِتِصَالَات من معهد راجيف غاندي للتكنولوجيا في مومباي،  وَخِلَال زيارة صناعية لإحدى شركات تكنولوجيّا المَعلُومَات، أَدرَك أن الوظيفة المكتبية لَا تناسبه، وبدأ يفكر في دخول مَجَال السينما، وبدأ يرافق والده إلى مواقع التصوير، ولاحقًا درس التَّمثيل في «أكاديميَّةً كيشوري ناميت كابور» وعمل كمساعد للمخرج أنوراج كاشياب في فيلم "عصابات واسيبور [الإنجليزية]" المُكون من جُزأين،  ولعب كوشال أدوارًا ثانوية في أفلام كاشياب ومنها "لف شوف تي تشي تشيكن خورانا [الإنجليزية]" في 2012، و«بومباي المخملية» في 2015، والفيلم التجريبي القصير «جيك آوت» في 2013.

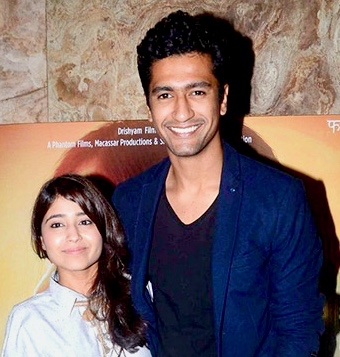
كوشال وشريكه شويتا تريباثي في ماسان (2015)

لعب كوشال دَورِه البطولي الأول في الفيلم الدرامي المُستقل «ماسان» في 2015، وَهُو من إخراج «نيراج غيوان» الَّذِي عَمَل معه سابقًا كمساعد في فيلم «عصابات واسيبور»، وقد أخذ الدَّور بدلاً من راجكومار راو،  ولأجل إتقان دَورِه في الفيلم الَّذِي يُمِثل شاب من طبقة اجتماعيَّة اقتصاديّة منخفضة يتوق إلى حياة أفضَل، قضى كوشال بَعض الوَقت في مَوقِع تصوير الفيلم فاراناسي ولاحظ سلوكيات الرجال المَحَليِين،  وعُرض الفيلم في مهرجان كان السينمائي 2015 وحصل على جائزتين،  وحصل فيلم ماسان على إشادة من النقَّاد واعتبرته صحيفة نيويورك تايمز مثال رائد للواقعية المُتزايدة في السينما الهنديَّة،  ووصف «نيخيل تانيجا» من مجلّة «هافينغتون بوست» أداء كوشال بأنَّه «مؤثر وَلَا يُنسى»،  وفاز كوشان أيضًا بجائزة الاكاديمية الهنديَّة الدوليَّة للأفلام وجائزة سكرين لأفضل ظهور لأول مرة، وترشح لجائزة الفيلم الآسيوي لأفضل وافد جَدِيد.
احتفل مهرجان بوسان السينمائي الدولي لعام 2015 بعرض الفيلم الدرامي "زوبان [الإنجليزية]"،  حيثُ مَثل كوشال فِيه دور رجل حزين تلعثمَ بَعد وفاة والده، وَبَعد الانتهاء من الفيلم، وجد كوشال صعوبة في الاِبتِعاد عَن الشخصية وبدأ يتلعثم في الحَيَاة الواقعيَّة،  ووصف «جاستن تشانغ» من مجلّة فارايتي كوشال بأنَّه «موهوب وجذاب بشكل طَّبيعِيّ»،  ولعب كوشال في فيلم الإثارة النفسية "رامان راغاف 2.0 [الإنجليزية]" في 2016 دور ضابط شرطة مدمن على المخدرات يُطارد قاتل متسلسل يُدعى «رامان راغاف». ولكنَّ أداء «زوبان» و«رامان راغاف 2.0» كَان ضعيفًا في شباك التذاكر.

### 2018 إلى الوقت الحاضر

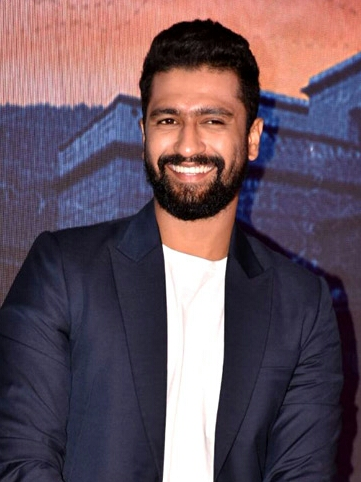
كوشال في 2018

حقَّقَ كوشال أهم إنجازاته في 2018،  وَكَان ينظر إليه في البداية بأنَّه الرجل الرَئِيسيّ في الفيلم الكوميدي الرومانسي "لوف بير سكوير فوت [الإنجليزية]" وَهُو أول فيلم هندي أصلي على نتفليكس،  وظهر بَعد ذَلِك في فيلم "رازي [الإنجليزية]" في 2018 الَّذِي تدور أحداثه خِلال الحرب الباكستانية الهندية 1971، حيثُ يحكي الفيلم قصَّة حقيقية لفتاة هنديَّة من كشمير (مثلت دورها عاليا بهات) تتزوج ضابطًا بالجيش الباكستاني (كوشال) للتجسس لصالح المخابرات الهنديَّة،  كَان الفيلم من أَكثَر الأَفلام تحقيقًا للربح والَّتِي ظهر فِيهَا كوشال،  وَكَان فيلمه الثاني في نتفليكس هُو فيلم "رغبات جامحة [الإنجليزية]" المُكون من أربعة أفلام قصيرة تتناول الجِنس الأنثوي، حيثُ مِثل كوشال دور رجل متزوج حديثًا يفشل في التَّعَرُّف على عَدَم الرضا الجنسيّ لزوجته الَّتِي تلعب دورها كيارا أدفاني.
كَان أَكثَر إصدارات كوشال نجاحًا تجاريًا لعام 2018 هُو فيلم «سانجو» للمخرج راجكومار هيراني، وَهُو فيلم سيرة ذاتية للممثل المضطرب سانجاي دوت الَّذِي قام بدوره رانبير كابور، حيثُ لعب كوشال دور أفضَل صديق لَه بدور «كاملي» وَهُو اندماج خيالي للعديد من أصدقاء دوت الواقعيين،  وأثناء التحضير أمضى كوشال وقتًا مَع «باريش غيلاني» الَّذِي كَان مصدر الإلهام الأَسَاسِي لهذا الدَّور، واعتبر «راشيت غوبتا» من صحيفة تايمز أوف إينديا أن عَمَل كوشال «أحد أفضَل العروض في الفيلم». وَكَان فيلم «رازي» وفيلم «سانجو» من أَكثَر الأَفلام الهنديَّة تحقيقًا للأرباح في 2018، حيثُ تجاوزت أرباحهما 5.79 مِليار روبية هنديَّة (96 مليُون دُولَار أمريكي). وَفِي فيلمه الأخير في 2018 اجتمع كوشال مَع كاشياب في فيلم "منمارزية [الإنجليزية]" وَهُو فيلم مثلث حب تدور أحداثه في البنجاب، وشارك في بطولته أبهيشيك باتشان وتابسي بانو،  وفاز كوشال بجائزة فيلم فير لأفضل ممثل مساعد عَن دَورِه في فيلم «سانجو».
في عام 2019 مِثل كوشال دور ضابط عسكري في فيلم "يوري: سيرجيكال سترايك [الإنجليزية]" وَهُو فيلم حَرَكَة مبني على فيلم «هجوم أوري» 2016، وَهُو من إخراج «أديتيا ذر» وتمَّ تصويره في صربيا. وقبل تصوير الفيلم اتبع كوشال نظام غذائي كيتوني، وخضع لتدريب عسكري وجلسات فنون القتال المختلطة لخمسة شهور،  حقَّقَ فيلم «أوري» أرباح بَلَغَت 2.4 مِليار روبية هندية (40 مليُون دُولَار أمريكي) في الهند، وأكثر من 3.5 مِليار روبية هندية (58 مليُون دُولَار أمريكي) في جَمِيع أنحاء العَالَم،  وفاز كوشال بجائزة الفيلم الوطنيّ لأفضل ممثل بالتقاسم مَع أيوشمان كورانا لدوره في فيلم «اندهادهون»، وترشح لجائزة فيلم فير لأفضل ممثل.
بَعد مرور عام ظهر كوشال في فيلم الرعب "Bhoot – Part One: The Haunted Ship" في 2020، وَهُو من إِنتاج «كاران جوهر»،  وأثناء التصوير تعرض لحادث أدى لكسر عظام وجنته.

#### أعمال قادمة
سيقوم كوشال بتمثيل دور المناضل أودهام سينغ الَّذِي اغتال "مايكل أودواير [الإنجليزية]"، في سيرة ذاتية من إخراج «شوجيت سيركار»، وقد كَان سيقوم بدور الإمبَرَاطُور المغولي أورنكزيب عالم كير في فيلم الدراما التاريخيّ «تاخت» (بالإنجليزية: TAKHT)‏ من إخراج كاران جوهر والَّذِي تضمن طاقم الممثلَين منهم أنيل كابور، ورانفير سينغ، وكارينا كابور، وعاليا بهات، وجانفي كابور وبهومي بيدنيكار. صدر الإعلان التشويقي للفيلم في فبراير 2020،  لكنّ عرضه تأجل لعدة أَسبَاب مِنهَا الأزمة الماليَّة الناتجة عَن ركود كوفيد-19. وسيظهر بشكل أكبر في السيرة الذاتية للمارشال سام مانكشو من إخراج ميجنا جولزار. كما اجتمع مَع «أديتيا ذر» في فيلم حَرَكَة عَن الشخصية الأسطوريّة أشواثاما [الإنجليزية] بعنوان «أمورتال أشواثاما».

## في وسائل الإعلام
تصدر كوشال قَائِمَة تايمز أوف إينديا لأكثر الرجال شهرة في الهند في 2018،  واختارته «فوربس الهند» في 2018 ضمنَ قَائِمَة 30 شخص تحت عمر الثَّلاثين،  وَفِي العَام التالي ظهر في قَائِمَة قائمة فوربس لأقوى المشاهير، حيثُ احتل المرتبة 72 بدخل سنويٌّ يقدر بحوالي 104.2 مليُون روبية هندية (1.7 مليُون دُولَار أمريكي).
يؤيد كوشال العديد من العلّامات التجاريَّة والمُنتجات، بِمَا في ذَلِك هافيلز ورليانس للصناعات المحدودة، وأوبو.
ساهم كوشال بعشرة مليُون روبيه هندي إلى لدعم صندوق رئيس الوزراء لمساعدة المواطنين والإغاثة في حالات الطوارئ، وَصُندُوق إغاثة رَئِيس وزراء ولاية ماهاراشترا خِلال وباء كوفيد-19 في الهند.

## فيلموغرافيا

### الأفلام
| +الرمز | علامة الخنجرية | تُشير إلى الأفلامِ التي لَم تُصدر بعد |

| السنة | الفيلم                                  | الدور                    | ملاحظات وجوائز                  |
| ----- | --------------------------------------- | ------------------------ | ------------------------------- |
| 2012  | عصابات واسيبور [الإنجليزية]             | —                        | مساعد مخرج                      |
| 2012  | لف شوف تي تشي تشيكن خورانا [الإنجليزية] | Young Omi                |                                 |
| 2013  | جيك آوت                                 | جيك                      | فيلم قصير                       |
| 2015  | بومباي المخملية                         | المفتش باسل              |                                 |
| 2015  | ماسان                                   | ديباك                    |                                 |
| 2016  | زوبان [الإنجليزية]                      | ديلشر                    |                                 |
| 2016  | رامان راغاف 2.0 [الإنجليزية]            | راغاف سينغ               |                                 |
| 2018  | لوف بير سكوير فوت [الإنجليزية]          | سانجاي كومار شاتورفيدي   |                                 |
| 2018  | رازي [الإنجليزية]                       | إقبال سيد                |                                 |
| 2018  | رغبات جامحة [الإنجليزية]                | باراس                    | مقطع كاران جوهر                 |
| 2018  | سانجو                                   | كنهيلال كاباسي           | جائزة فيلم فير لأفضل ممثل مساعد |
| 2018  | منمارزية [الإنجليزية]                   | فيكي ساندو               | [ 63 ]                          |
| 2019  | يوري: سيرجيكال سترايك [الإنجليزية]      | الرائد فيهان سينغ شيرجيل | جائزة الفيلم الوطني لأفضل ممثل  |
| 2020  | Bhoot – Part One: The Haunted Ship      | بريثفي براكاشان          |                                 |
| 2021  | سردار أودهام سينغ [الإنجليزية]          | أودهام سينغ              | مكتمل                           |
| 2021  | بدون عنوان فيجاي كريشنا أشاريا          | سيُعلن لاحقاً              | شارك في البطولة مانوشي تشيلار   |

### التلفاز
| السنة | اللقب                         | الدَّور      |
| ----- | ----------------------------- | ---------- |
| 2018  | جوائز الشاشة الخامسة والعشرون | مضيف مشارك |
| 2019  | جوائز زي سيني 2019            | مضيف مشارك |
| 2019  | جوائز فيلم فير 64             | مضيف مشارك |

### أغاني مصوَّرة
| سنة  | الأغنية     | المؤدي      | المَرجِع |
| ---- | ----------- | ----------- | ------ |
| 2019 | "Pachtaoge" | أريجيت سينغ | [ 68 ] |

## الجوائز والترشيحات
| سنة  | فيلم                               | جائزةً                                  | فئة                             | نتيجة | المَرجِع. |
| ---- | ---------------------------------- | -------------------------------------- | ------------------------------- | ----- | ------- |
| 2016 | ماسان                              | جوائز زي سيني                          | أفضَل ذكر لأول مرَّة               | فوز   | [ 69 ]  |
| 2016 | ماسان                              | جوائز الشاشة                           | أفضَل ذكر لأول مرة               | فوز   | [ 17 ]  |
| 2016 | ماسان                              | جوائز الأكاديمية الدولية للفيلم الهندي | النجم لأول مرَّة لهذا العَام - ذكر | فوز   | [ 18 ]  |
| 2016 | ماسان                              | جوائز السينما الآسيوية                 | أفضل وافد                       | رُشِّح   | [ 19 ]  |
| 2016 | ماسان                              | جوائز ستارداست                         | أفضَل تمثيل لأول مرَّة (ذكر)       | رُشِّح   | [ 70 ]  |
| 2018 | منمارزية [الإنجليزية]              | جوائز الشاشة                           | أفضَل ممثل                       | رُشِّح   | [ 71 ]  |
| 2018 | رازي [الإنجليزية]                  | جوائز الشاشة                           | أفضَل ممثل مساعد                 | رُشِّح   | [ 71 ]  |
| 2018 | سانجو                              | جوائز الشاشة                           | أفضَل ممثل مساعد                 | رُشِّح   | [ 71 ]  |
| 2018 | سانجو                              | مهرجان الفيلم الهندي في ملبورن         | أفضَل أداء ثانوي                 | فوز   | [ 72 ]  |
| 2019 | سانجو                              | جوائز زي سيني                          | أفضَل ممثل في دور ثانوي - ذكر    | فوز   | [ 73 ]  |
| 2019 | سانجو                              | جوائز فيلم فير                         | أفضَل ممثل مساعد                 | فوز   | [ 37 ]  |
| 2019 | سانجو                              | جوائز الأكاديمية الدولية للفيلم الهندي | أفضَل ممثل مساعد                 | فوز   | [ 74 ]  |
| 2019 | يوري: سيرجيكال سترايك [الإنجليزية] | جوائز السينما الوطنية                  | أفضل ممثل                       | فوز   | [ 45 ]  |
| 2020 | يوري: سيرجيكال سترايك [الإنجليزية] | جوائز فيلم فير                         | أفضل ممثل                       | رُشِّح   |         |

## روابط خارجية
- فيكي كوشال على موقع IMDb (الإنجليزية)
- فيكي كوشال على موقع قاعدة بيانات الفيلم (الإنجليزية)